# Nordkisa
Nordkisa ist eine Ortschaft in der norwegischen Kommune Ullensaker in der Provinz (Fylke) Akershus. Der Ort hat 1347 Einwohner (Stand: 1. Januar 2024).

## Geografie
Nordkisa ist ein sogenannter Tettsted, also eine Ansiedlung, die für statistische Zwecke als eine städtische Siedlung gewertet wird. Der Ort liegt im Osten der Kommune Ullensaker, nordöstlich der Stadt Jessheim.

## Wirtschaft und Infrastruktur
Durch den Ort führt in Ost-West-Richtung der Fylkesvei 179. Weiter westlich mündet der Fylkesvei 179 in die Europastraße 6 (E6). Von Nordkisa führt der Fylkesvei 1555 in den Norden und der Fylkesvei 1554 in den Süden.
In Nordkisa befindet sich ein Militärlager. Es gehört zu den größten Logistikzentren des norwegischen Militärs.

## Name
Der Name von Nordkisa leitet sich vom altnordischen Wort Kísi ab, das mit dem deutschen Wort Kies verwandt ist.